# ケープカナベラル宇宙軍施設第40発射施設
ケープカナベラル宇宙軍施設第40発射施設（ケープカナベラルうちゅうぐんしせつ だい40はっしゃしせつ、Cape Canaveral Space Force Station Space Launch Complex 40, SLC-40）は、フロリダ州のケープカナベラル宇宙軍施設北端にある発射台である。1965年から2005年まで、アメリカ空軍がタイタンIIIとタイタンIVの打上げに用いた。
2007年4月25日、アメリカ空軍はファルコン9を打ち上げるスペースXにSLC-40を貸与した。

## タイタン

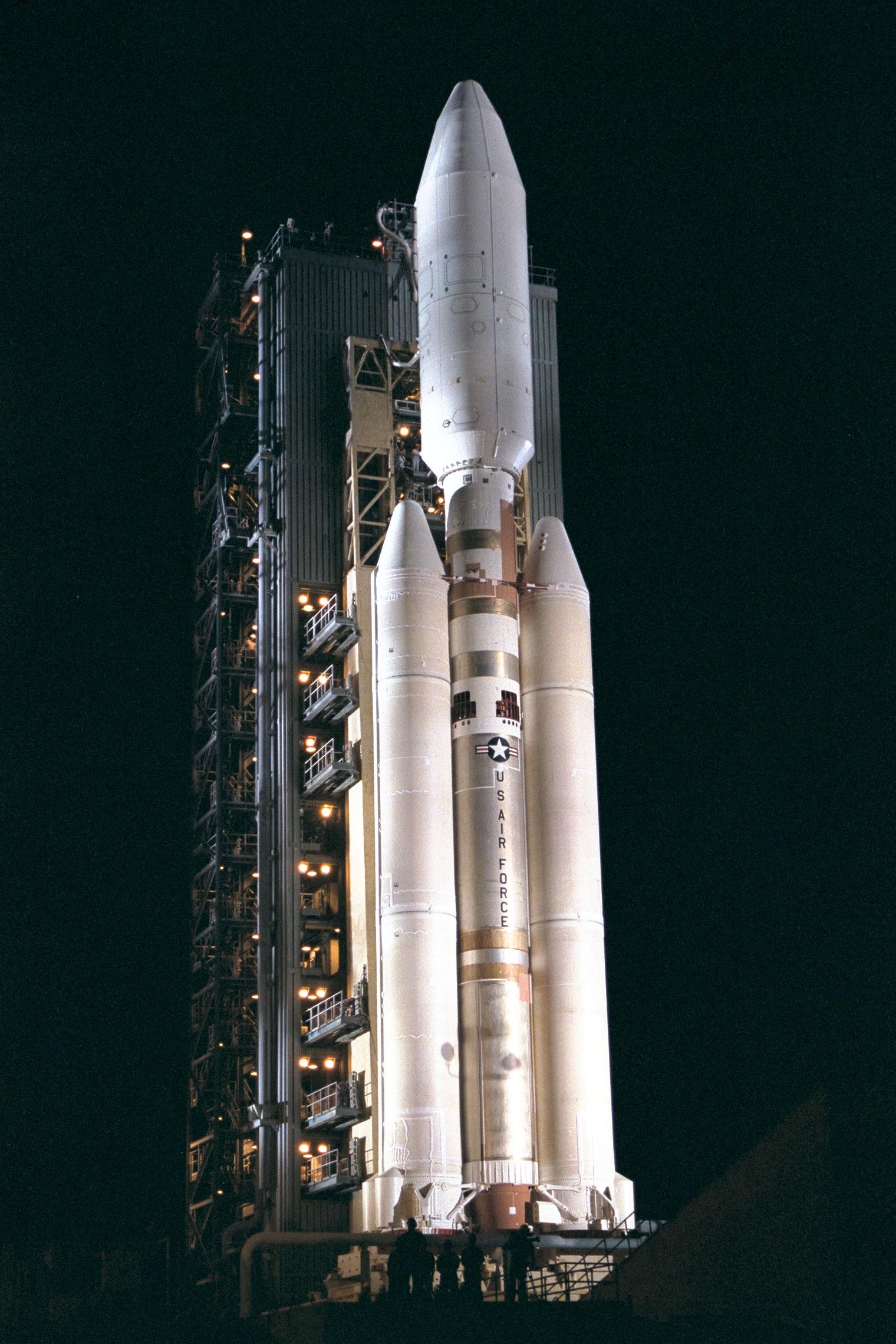
1997年、カッシーニを打ち上げるタイタンIV

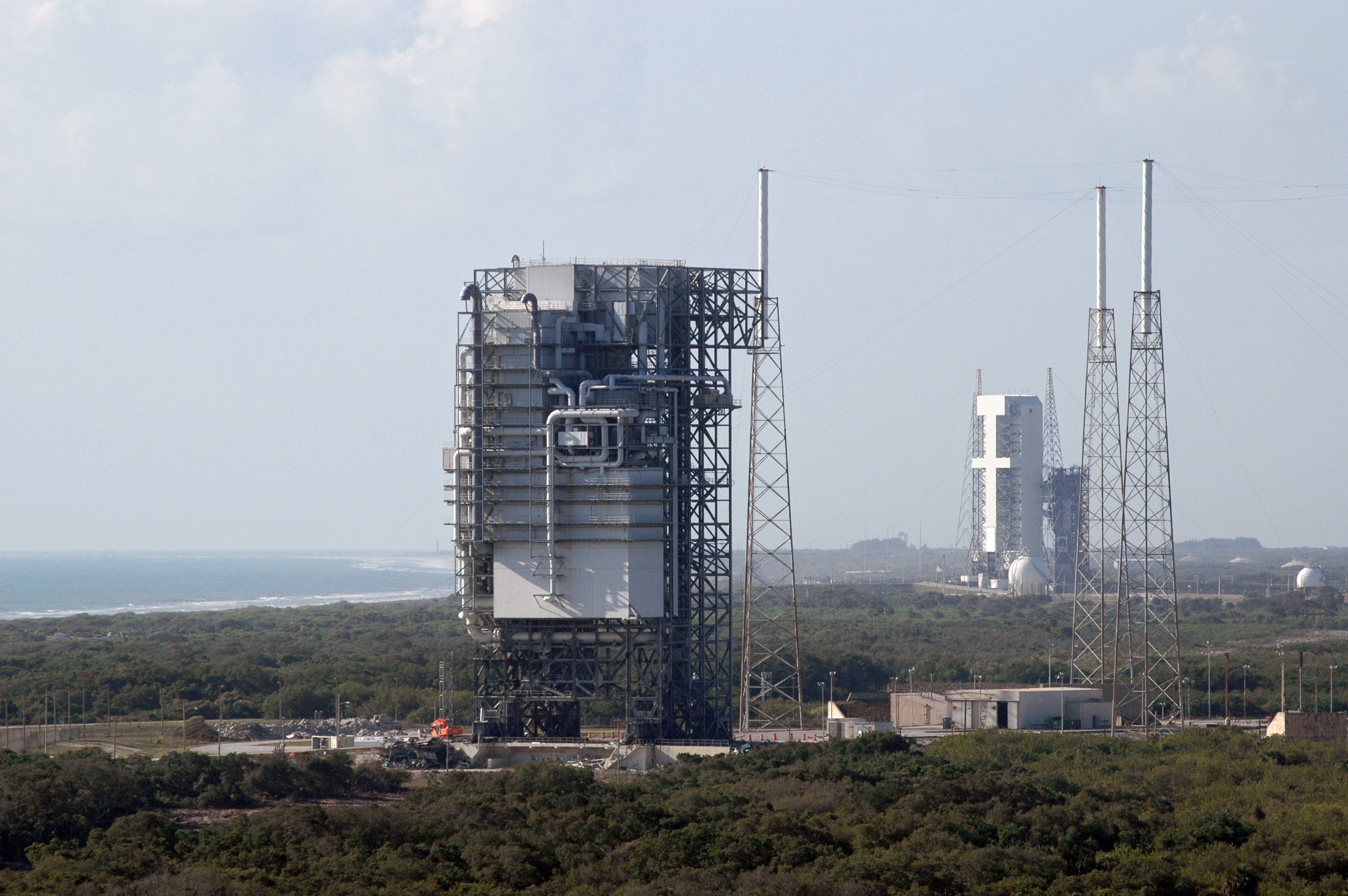
タイタンロケットのモバイルサービスタワーとSLC-40

SLC-40からの初めての打上げは、1965年6月18日のタイタンIIICの処女飛行で初めて利用された。2つのトランステージを運び、機能性を試験した。
2機の惑星探査機がこの発射台から打ち上げられた。
- 失敗したマーズ・オブザーバー（1992年9月25日）
- カッシーニ（1997年10月15日）

SLC-40からの最後のタイタンの打上げは、2005年4月30日のタイタンIV-Bによる偵察衛星ラクロス5号の打上げである。
2007年末から2008年初頭には塔が解体され、2008年4月27日にコントロールド・デモリッションによって爆破された。

## ファルコン
2008年4月、スペースXのファルコン9の打上げ支援に必要な地上施設の建設が始まった。新しい液体酸素とケロシンのタンクの設置やロケットやペイロードの格納庫の建設等の改修が行われた。
最初のファルコン9は、2008年末にSLC-40に到着し、2009年1月10日に初めて発射台に立てられた。2010年6月4日の処女飛行では、Dragon Spacecraft Qualification Unitを軌道に運んだ。
SLC-40は、2011年の退役までスペースシャトルが担っていた国際宇宙ステーションへの物資の輸送を行う、スペースXのドラゴンの発射施設となっている。スペースXは、2010年12月8日にドラゴンの初の試験飛行を成功させ、2012年5月22日には、国際宇宙ステーションとのドッキングに初めて成功した。
2016年9月1日のファルコン9 29号機の打上げ前試験（スタティックファイアテスト）において、発射台に据え付けられていたロケットが2段目から爆発炎上。人的被害はなかったものの、ロケットと衛星が失われるとともに、施設もダメージを受けた。